# Quarto Livro de Crónicas
Quarto Livro de Crónicas é um livro de escrito pelo escritor Português António Lobo Antunes, publicado em 2011. A obra apresenta 79 crônicas publicadas na revista Visão.